# Pycreus similinervulosus
Pycreus similinervulosus är en halvgräsart som beskrevs av Ethirajalu Govindarajalu. Pycreus similinervulosus ingår i släktet Pycreus och familjen halvgräs. Inga underarter finns listade i Catalogue of Life.